# Maskmollusker
Maskmollusker (Aplacophora) är en klass i djurstammen blötdjur som omfattar runt beskrivna 320 arter i 28 släkten. Ibland betraktas maskmolluskerna i stället som en understam.
Deras huvud är inte lika utbildade som hos snäckorna. Kroppen är bilateralt symmetrisk och masklik. Arterna inom klassen saknar skal. Kroppen är beklädd av kalknålar.  Nervsystemet består av två starka nervsträngar som är förenade genom talrika tvärsträngar. De har liksom många andra grupper av blötdjur en skraptunga (Radula). Maskmollusker lever i havet.
Maskmoluskerna indelas i två huvudgrupper; Solenogastres=Neomeniomorpha som kallas egentliga maskmollusker på svenska och Caudofoveata=Chaetodermomorpha vilka kallas kristallmaskar. Det är omdiskuterat om dessa två grupper är närmare släkt med varandra, men i den senaste litteraturen behandlas de som två separata klasser inom molluskerna.
Hos de egentliga maskmolluskerna finner man på buksidan en längsgående fot. En mantel omger kroppen ovanför foten och täcker de ofta fingerformade eller stavlika gälarna som sitter i en mantelhåla i bakändan av djuret. Flera släkten förekommer i svenska vatten, men systematiken är dåligt utredd. De egentliga maskmolluskerna lever av nässeldjur, vilkas nässelceller ofta kan återfinnas i maginnehållet.
Kristallmaskarna saknar helt fot och gälarna sitter terminalt i bakändan av den långsträckta kroppen. I svenska vatten förekommer tre släkten av kristallmaskar; Chaetoderma, Scutopus och Falcidens. Kristallmaskarna lever på mjuka bottnar och äter encelliga foraminiferer.